# Tōjinbō

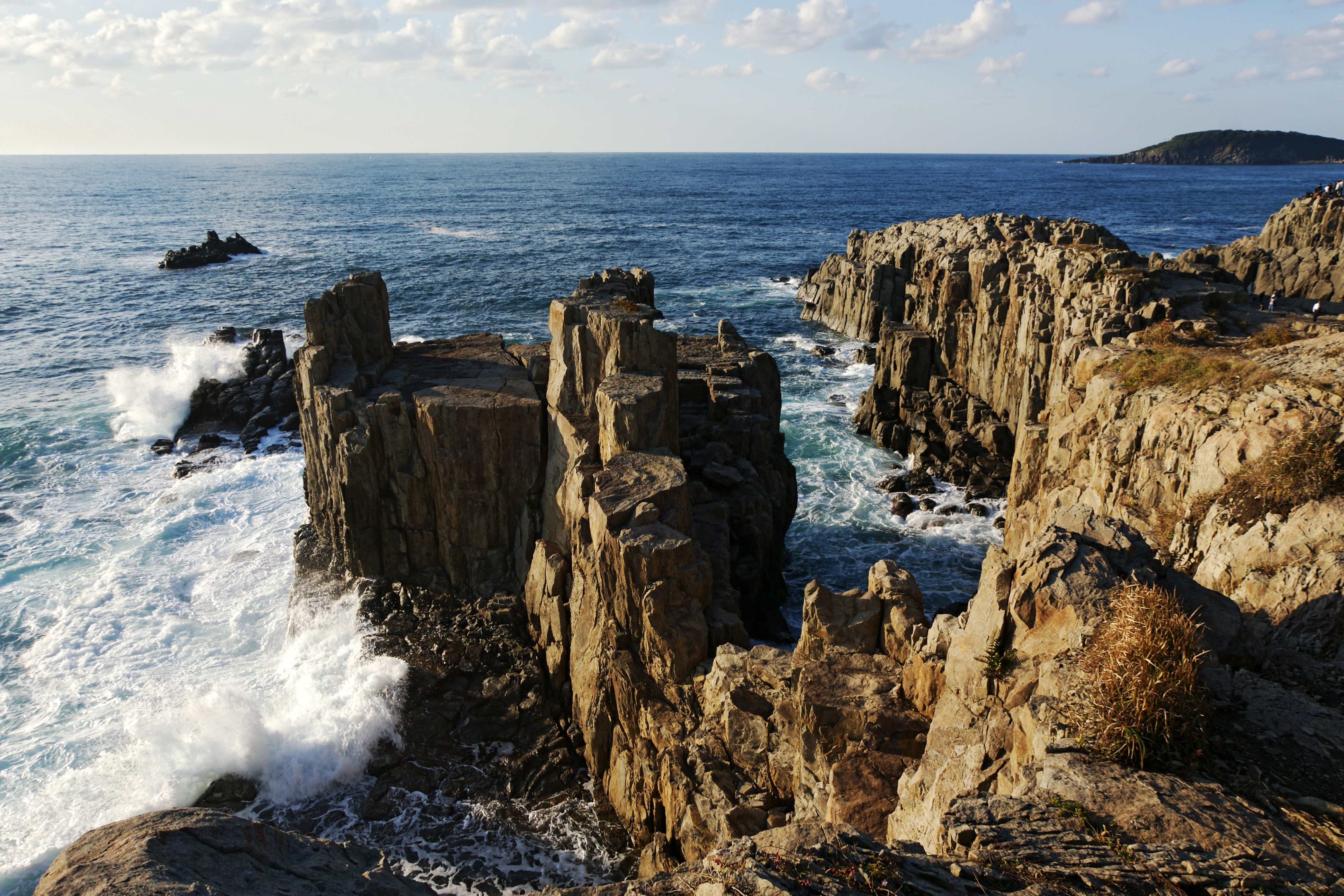
Rochers Sandan et Byobu.

Tōjinbō (東尋坊) est le nom d'une succession de falaises basaltiques sur la mer du Japon au Japon. Situées dans la partie Antō de Mikuni-chō à Sakai dans la préfecture de Fukui, les falaises s'étendent sur 1 km.

## Formation
Les rochers des falaises se sont initialement formés il y a 12 à 13 millions d'années au cours de l'époque du Miocène en raison de diverses activités volcaniques. Leur forme a été déterminée par des années d'érosion due aux vagues de la mer.

## Légendes
Une légende veut qu'un prêtre bouddhiste corrompu du Heisen-ji (平泉寺), un temple local, a tellement mis le peuple en colère qu'il a été traîné du temple à la mer et qu'au Tōjinbō, il a été jeté dans la mer. Son fantôme a la réputation de toujours hanter la région.
Une autre légende dit que le nom Tōjinbō vient d'un moine bouddhiste dissolu. Selon cette légende, ce moine bouddhiste nommé Tojinbo, qui était détesté par tout le monde, est tombé amoureux d'une belle princesse nommée Aya. Tōjinbō a été dupé par un autre admirateur de la princesse Aya, qu'il l'a poussé du haut des falaises. La légende veut que depuis cette époque l'esprit vengeur de Tōjinbō revient sur le lieu tous les ans à cette époque et se livre à des accès de colère, provoquant de forts vents  et de la pluie. Quelques décennies plus tard, un prêtre itinérant a eu pitié de Tōjinbō et a tenu un service commémoratif à sa mémoire. Après cela, les tempêtes ont cessé.

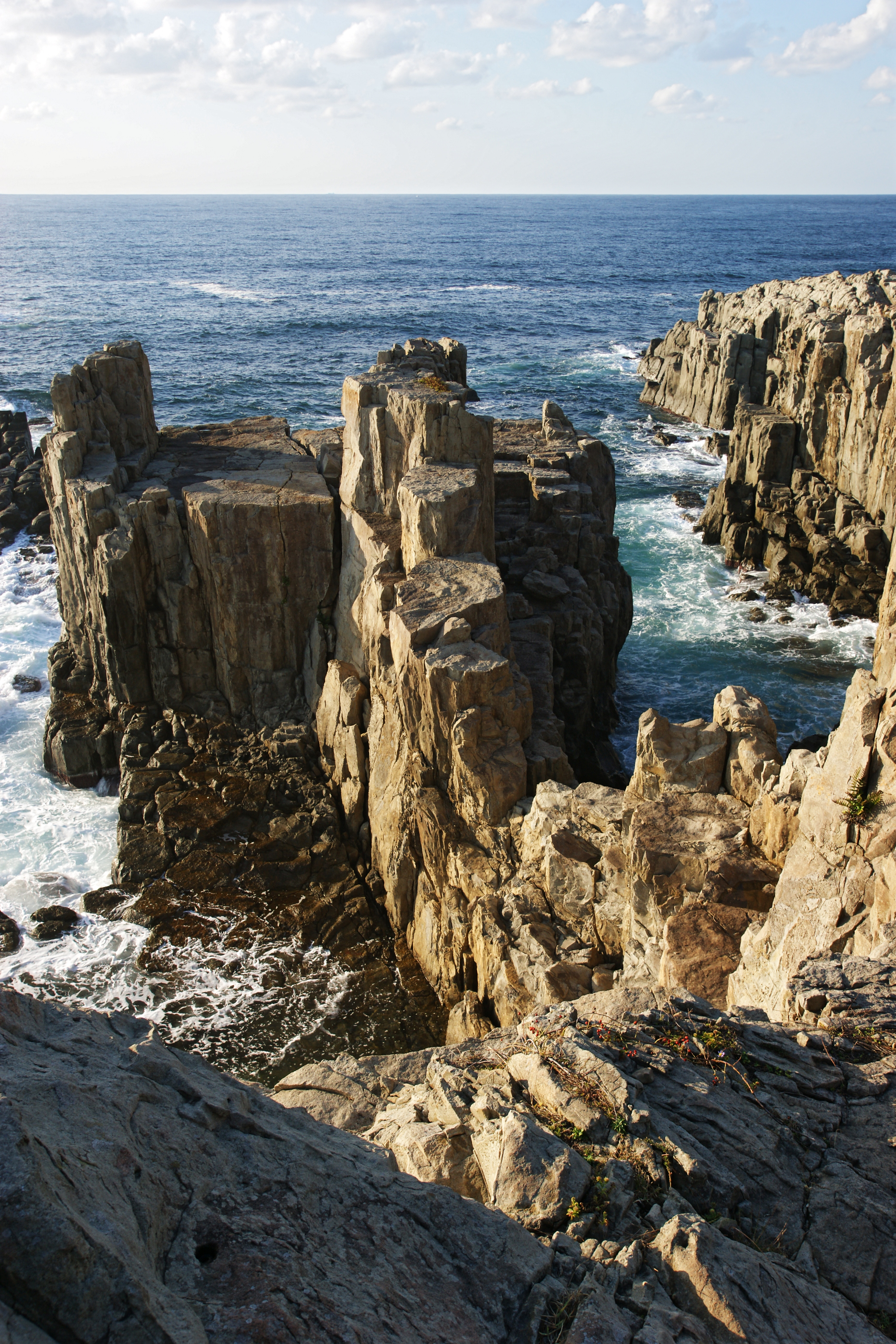
Rocher Sandan.
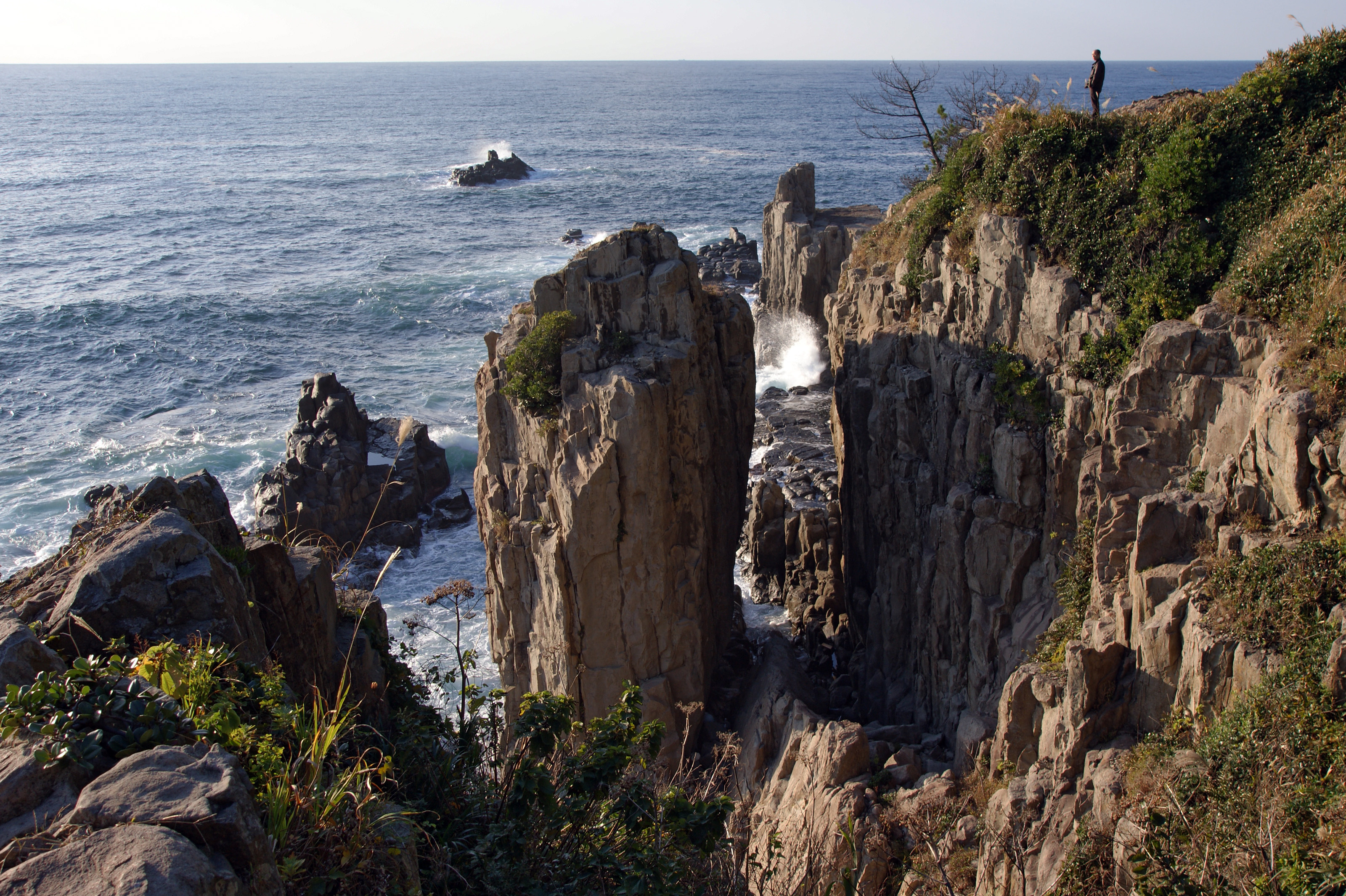
Rocher Rosoku.
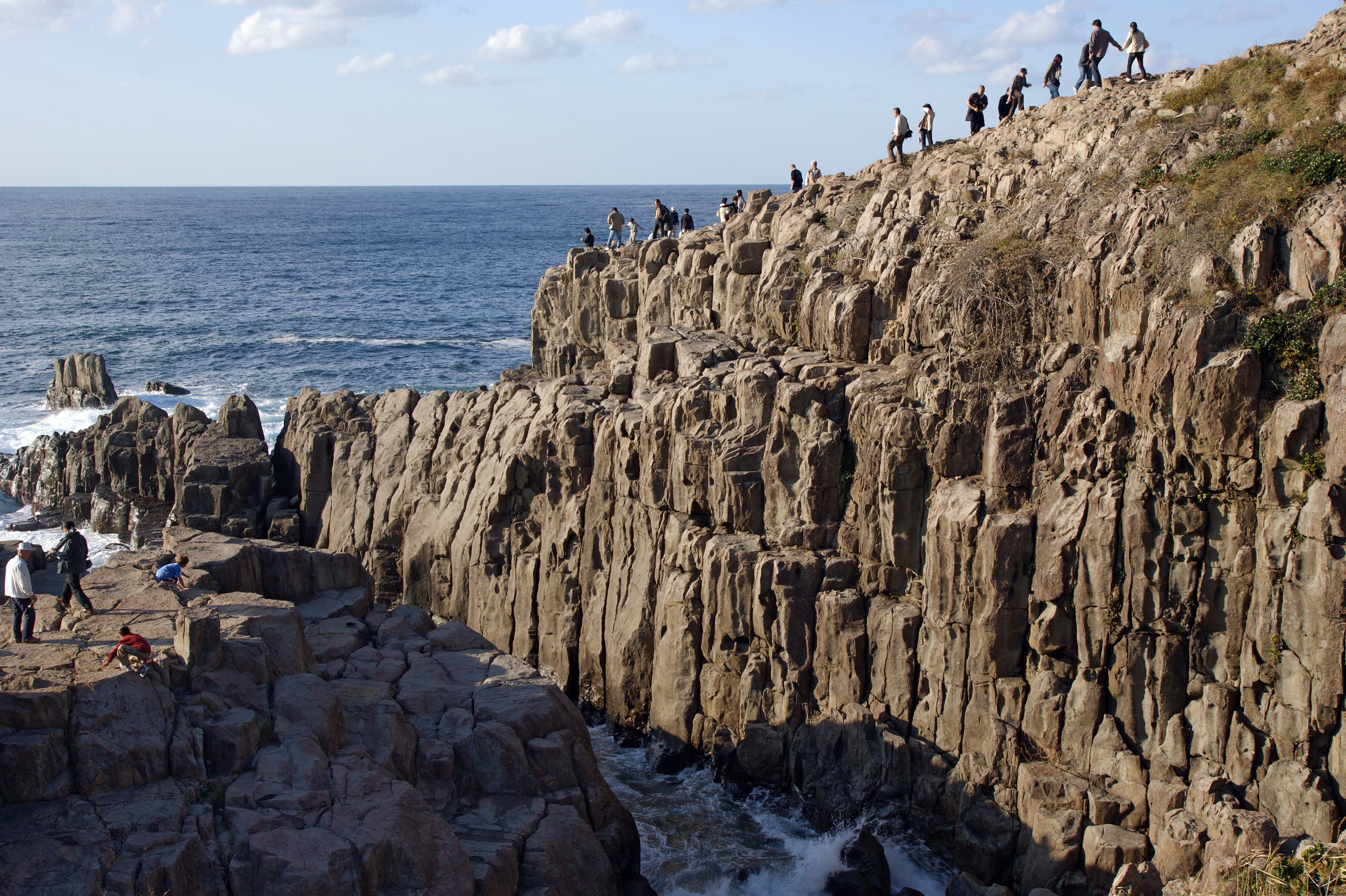
Rocher Byobu .
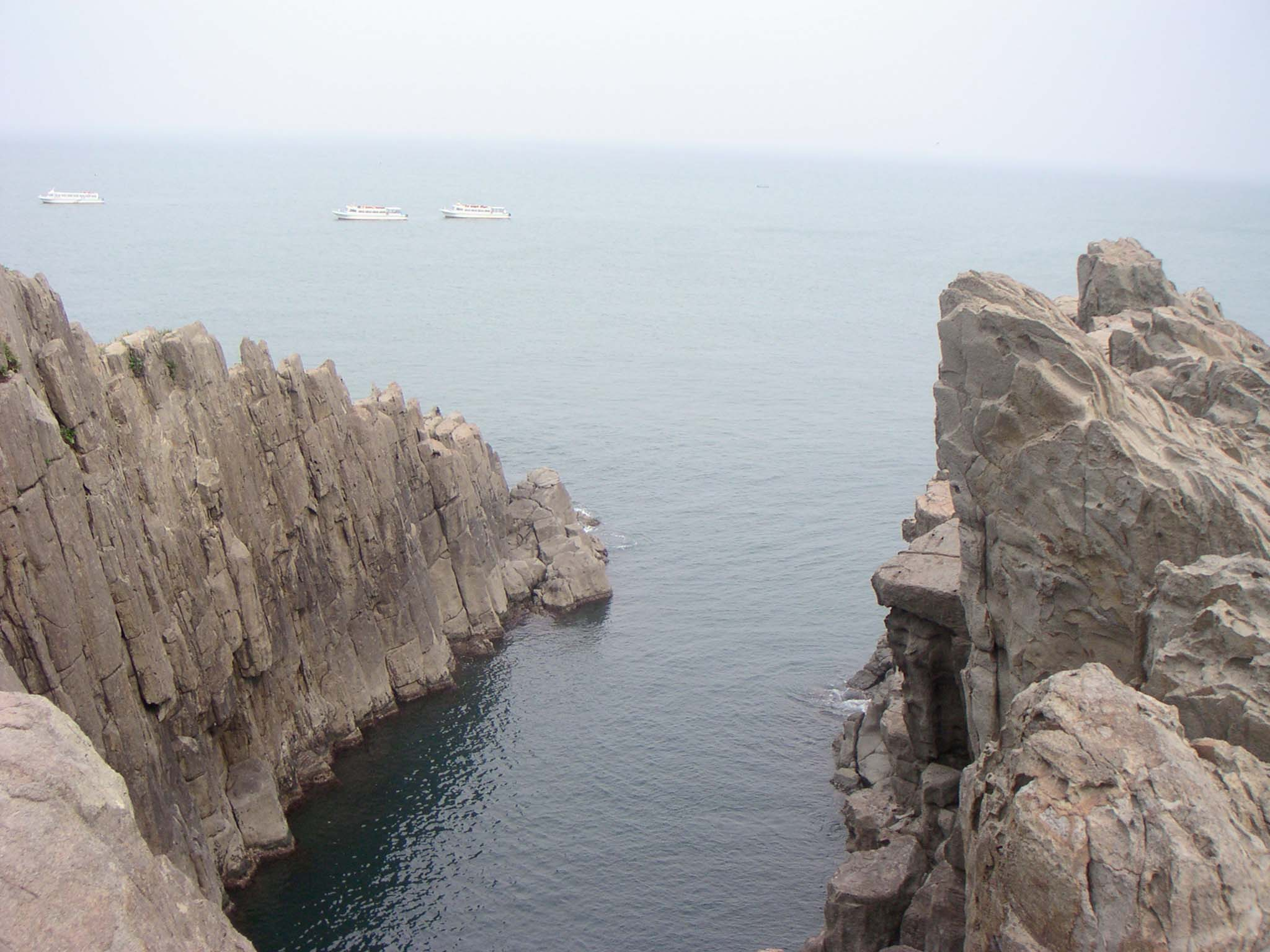
Oike[Quoi ?] de 25 m.

## Suicide

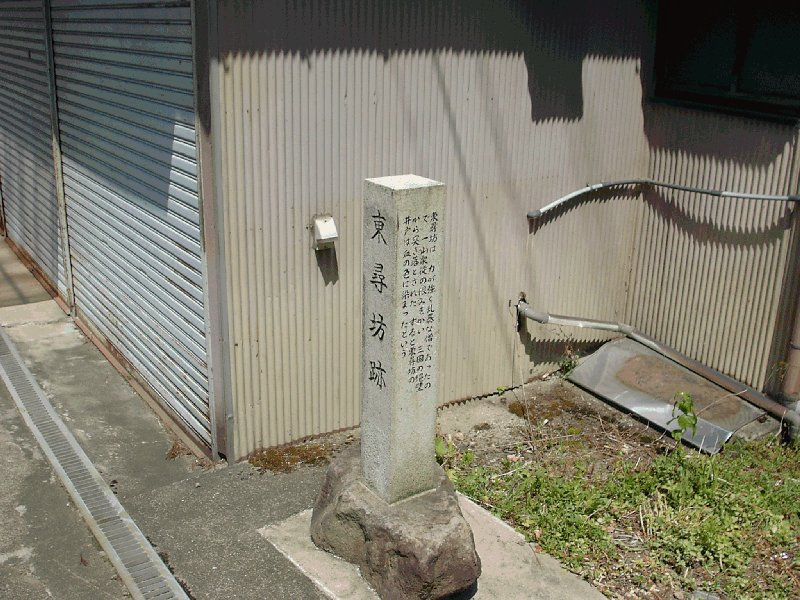
Pilier historique de Tōjinbō (maison du prêtre Tōjinbō) dont le nom a été donné au sommet de Tojinbo à partir duquel il est supposé avoir été jeté par ses adeptes du temple en punition pour sa mauvaise conduite au Heisen-ji de Katsuyama.

Tōjinbō est aussi un lieu bien connu de suicide au Japon. Selon les statistiques, jusqu'à 25 personnes se suicident tous les ans en sautant des plus de 20 m de haut des falaises, un nombre qui augmente et diminue en fonction des difficultés économiques nationales et du taux de chômage au Japon. Récemment, un policier à la retraite, Yukio Shige, frustré d'avoir repêché tant de corps de la mer, a commencé à patrouiller les falaises pour repérer les suicidaires. Il affirme (décembre 2009) avoir convaincu plus de deux cents personnes de ne pas sauter ; à ce jour, il reste en contact avec chacune d'entre elles.
En 2016, seuls 14 suicides sont à dénombrer, et aucun le premier trimestre 2017 : une explication possible de cette baisse est que le site est devenu réputé auprès des joueurs de Pokémon Go pour les monstres rares que l'on peut y trouver.